# Raadhuis van Olomouc
Het Raadhuis van Olomouc (Tsjechisch: Olomoucká radnice en Duits: Rathaus (in) Olmütz) is een gebouw op het Horní náměstí van de Tsjechische stad Olomouc. Aan de gevel van het gebouw bevinden zich het astronomisch uurwerk van Olomouc en de kašna Hygie (Hygieiafontijn). De toren van het raadhuis is 75 meter hoog.

## Geschiedenis
De geschiedenis van het raadhuis gaat terug tot 1261 toen de Boheemse koning Ottokar II Přemysl de stad een privilege verleende om een stadhuis te bouwen. In 1378 stond de markgraaf Jobst van Moravië de stad toe een, in die tijd gotisch, raadhuis te bouwen, waarvan ook de eerste steen hetzelfde jaar gelegd is. Gezamenlijk met de bouw van het raadhuis kreeg Olomouc een stadsraad en werd een markthal aangebouwd.
Het toen nog provisorisch in hout gebouwde raadhuis werd gerealiseerd in de jaren 1410–1411. In 1415 werden verdere bouwwerkzaamheden gestopt, omdat het geld nodig was voor de verdediging van de stad tegen de hussieten. Twee jaar later brandde het raadhuis echter alweer af en dus werd in 1420 de basis afgebouwd. Volgens de traditie was dit al met een astronomisch uurwerk, de eerste schriftelijke vermelding komt pas uit het jaar 1519 in de humanistische compositie van Štěpán Taurin. In de jaren 40 van de 15e eeuw werden de bouwwerkzaamheden opnieuw hervat en kreeg de toren haar dak. De bouw zelf was pas in 1443 definitief af.
Al in 1474 kwam het tot een grote verbouwing van het raadhuis, een tweede verdieping werd erop gebouwd met een grote gotische feestzaal en een plek voor het astronomisch uurwerk. In 1488 was ook de Kaple svatého Jeronýma (kapel van Sint-Hiëronymus) af. Rond het jaar 1500 is aan de zuidzijde van het raadhuis een schandpaal geplaatst. De raadszaal is in 1529 verbouwd en is het raadhuis van zijn oostelijke portaal voorzien. In 1591 bouwde de steenhouwer Hans Jost een maniëristische loggia aan de oostzijde van het raadhuis en tussen 1601 en 1607 werd de toren tot haar huidige 75 meter verhoogd.

## Fotogalerij

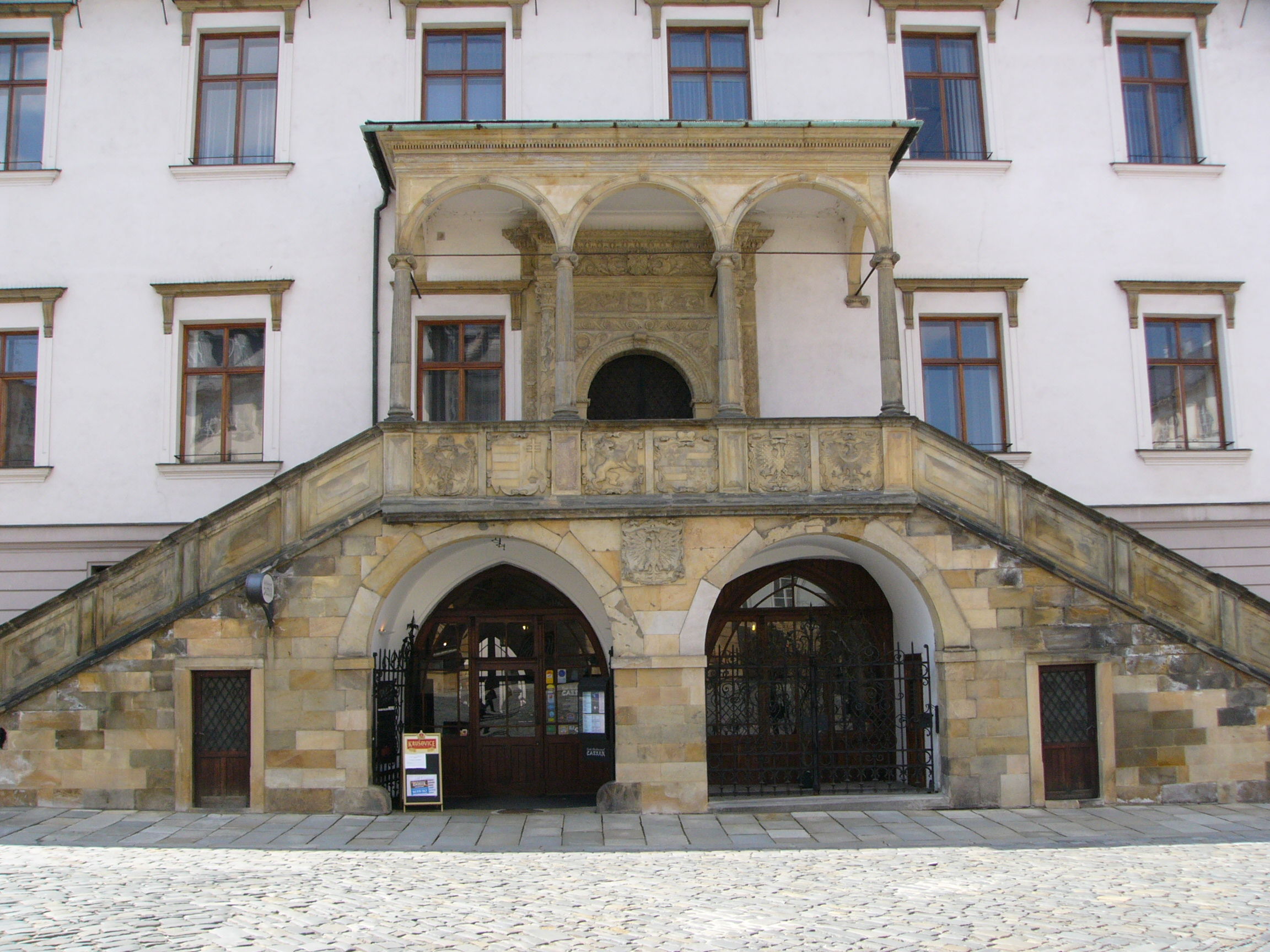
Loggia aan de oostzijde van het raadhuis
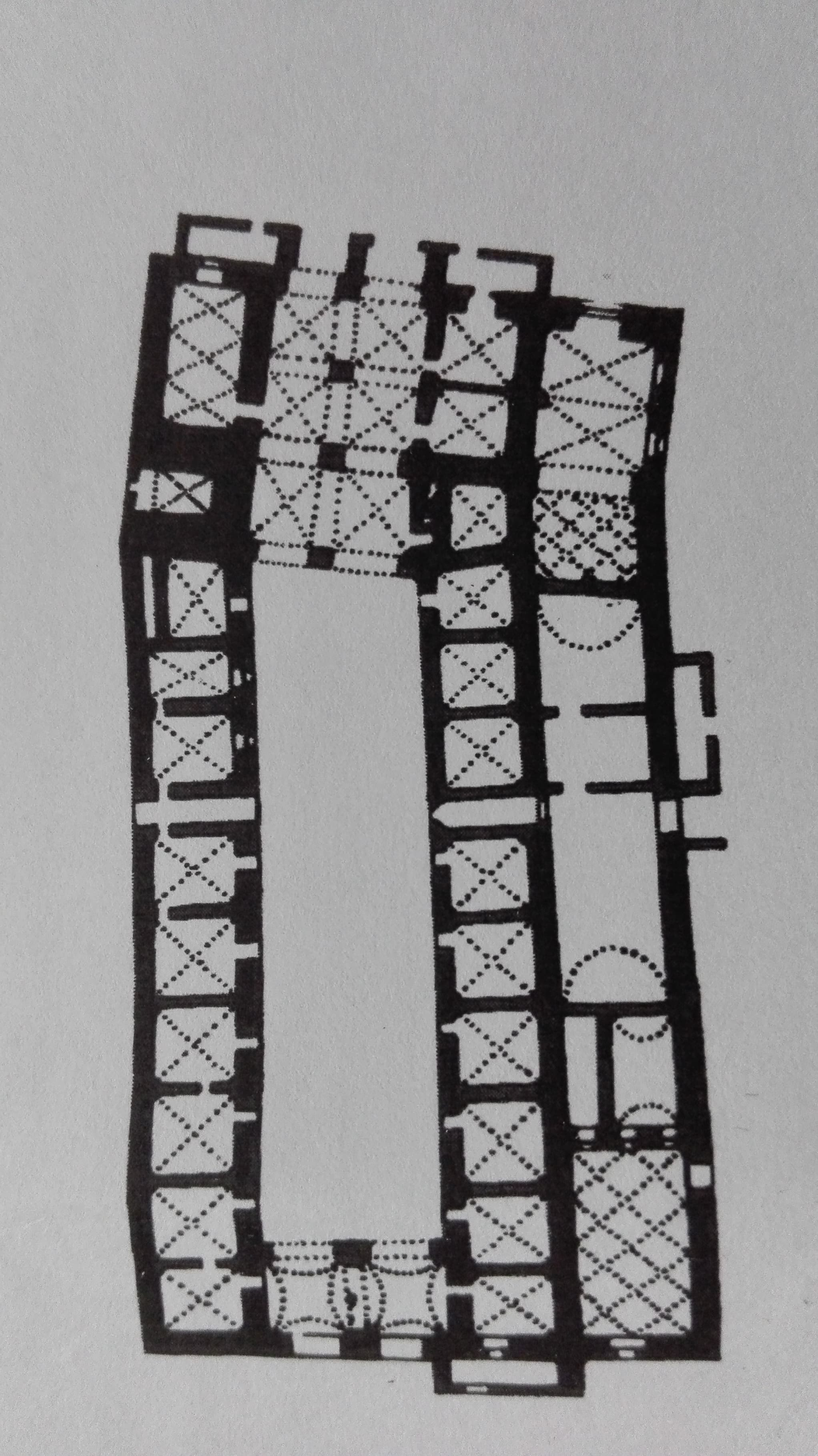
Plattegrond van het raadhuis
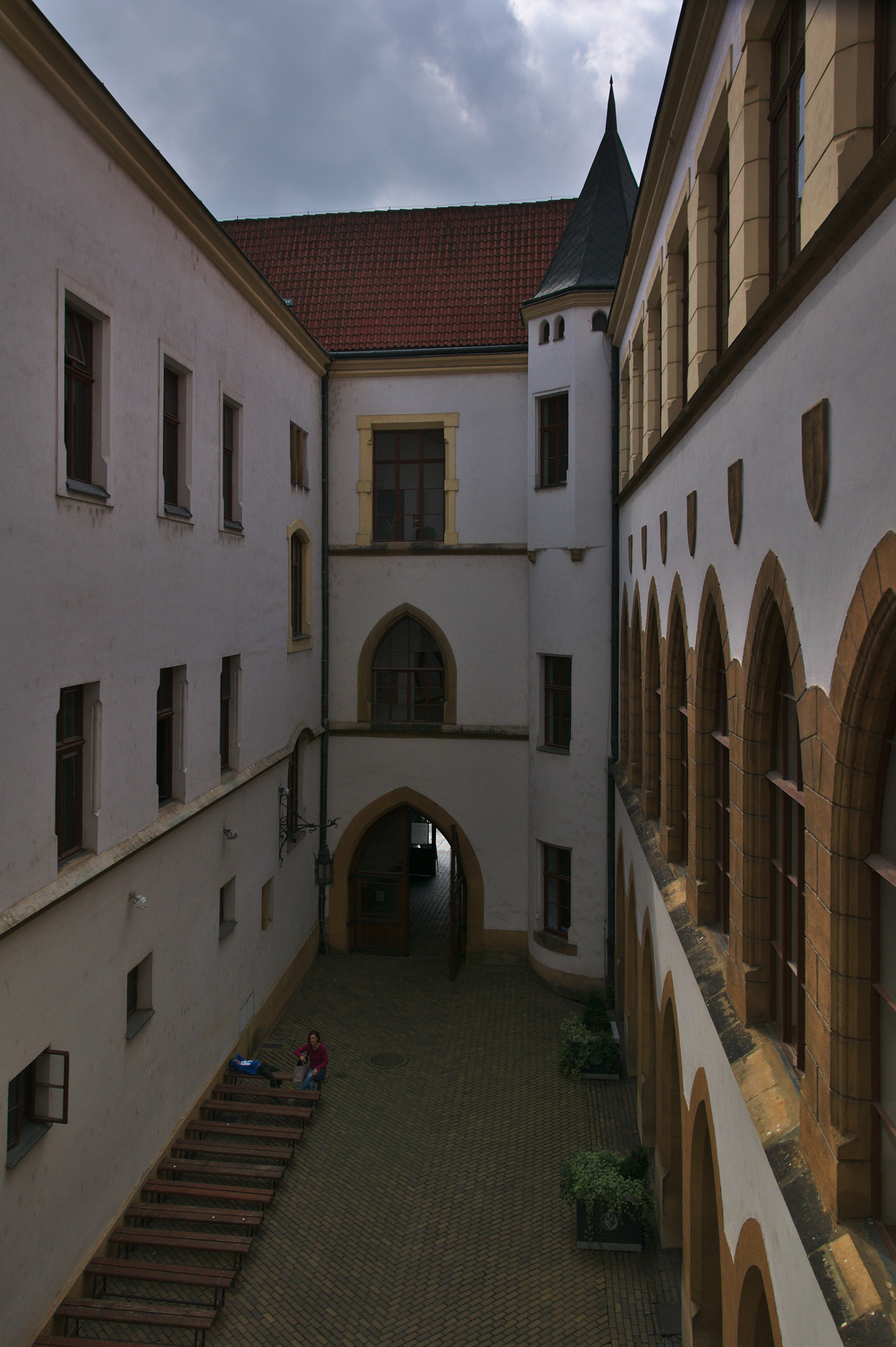
Binnenplein van het raadhuis
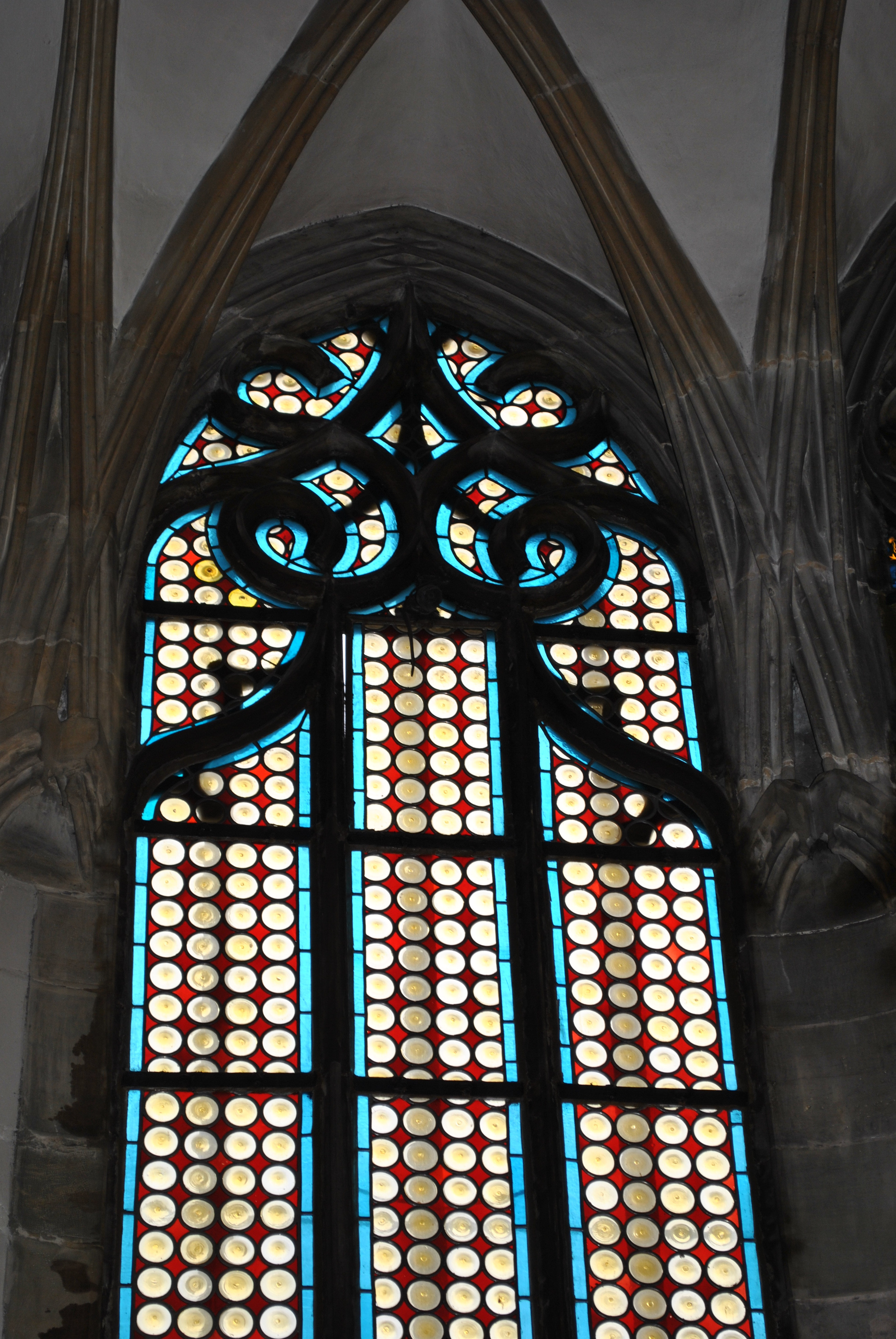
Glas-in-loodraam
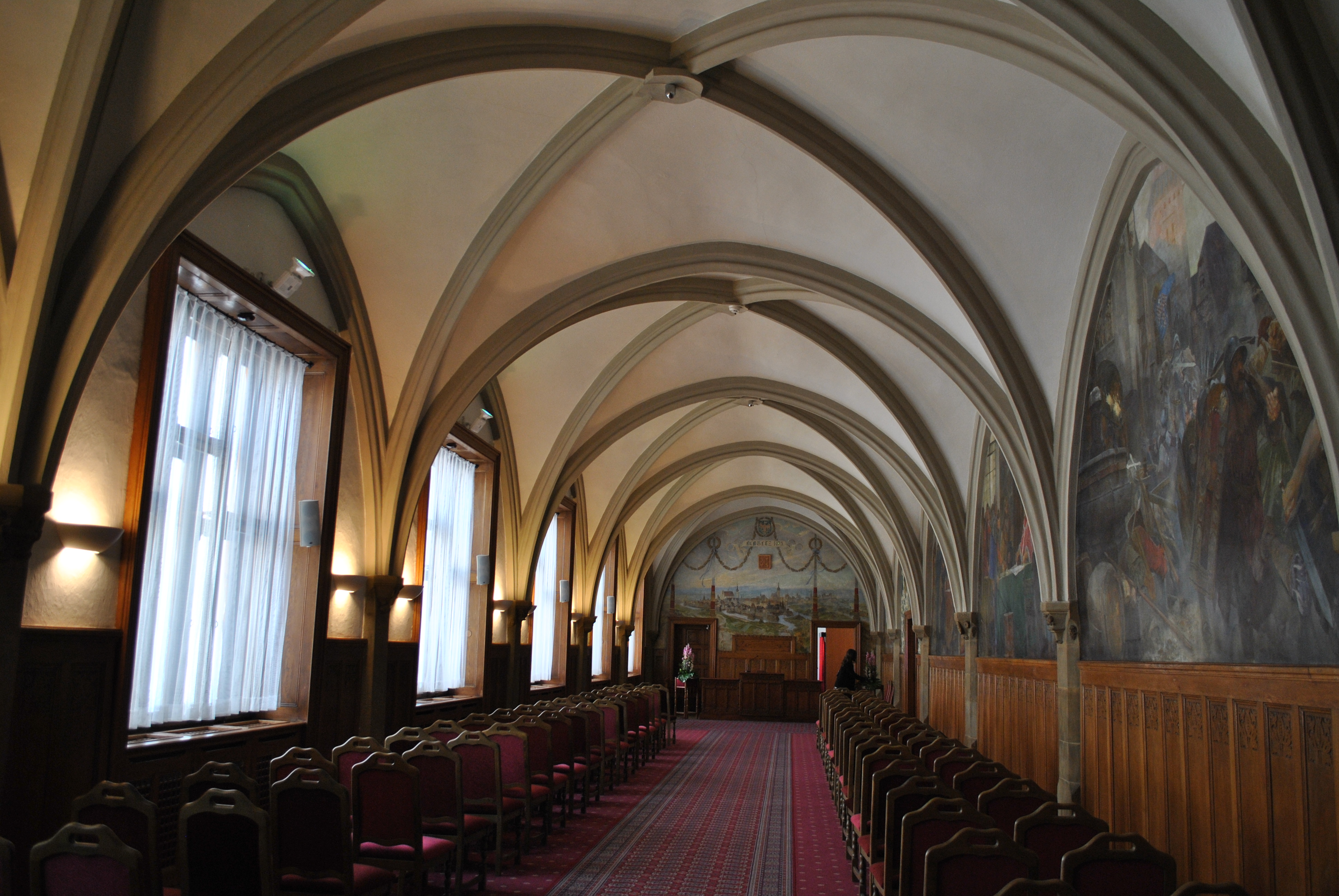
Kruisgewelf in de Ceremoniële zaal
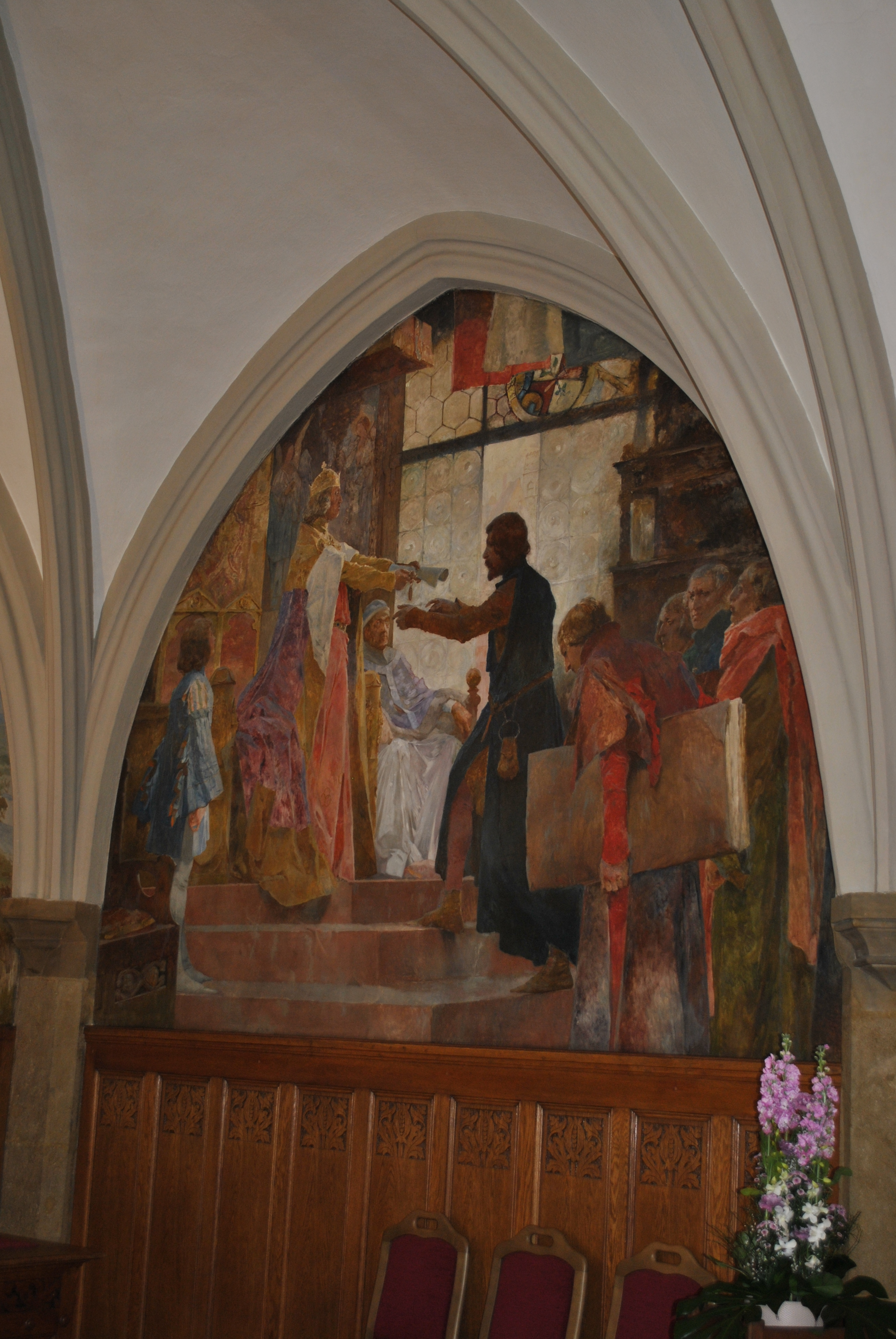
Schilderij van Přemysl Otakar II in de Ceremoniële zaal
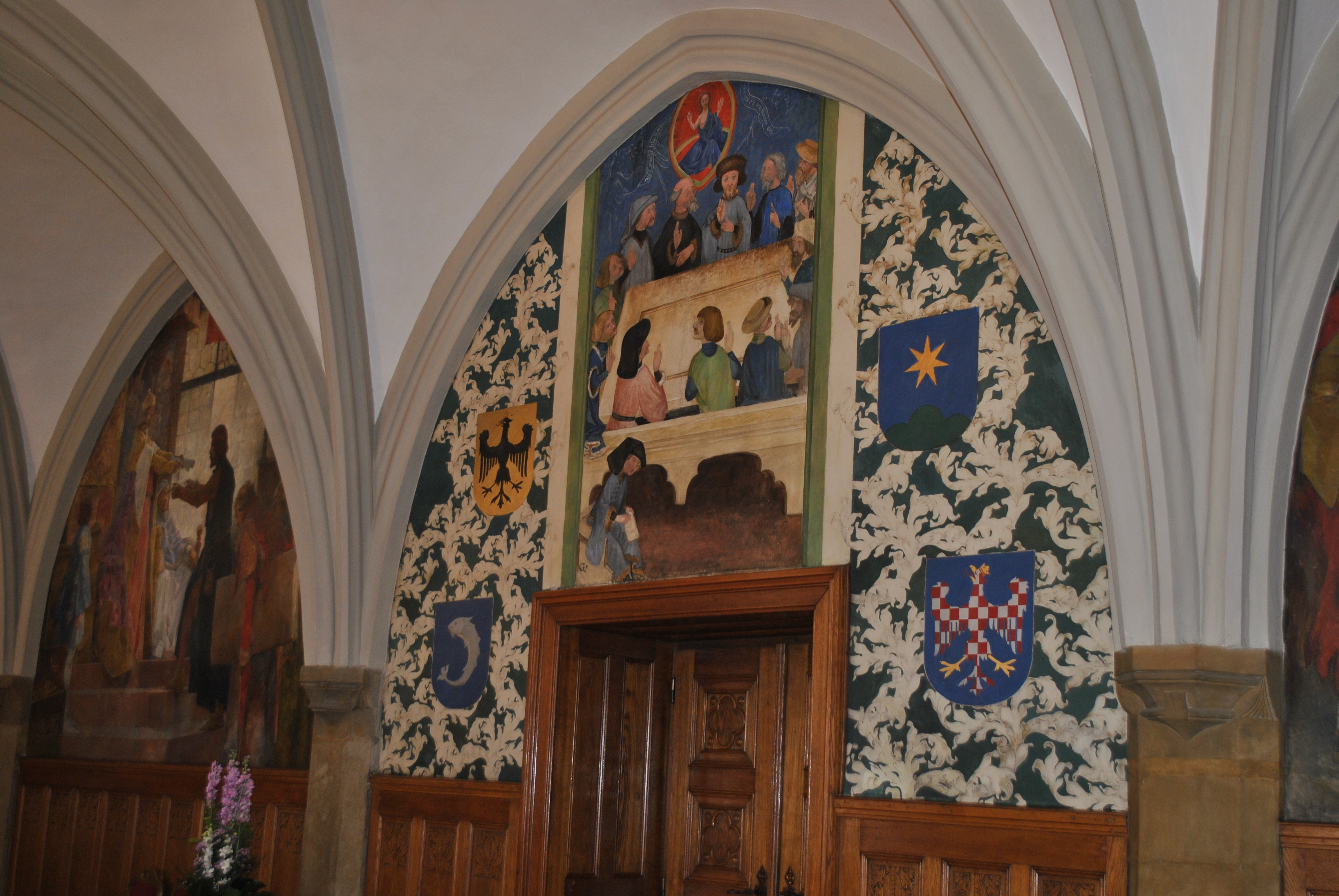
Schilderij van codex van Wencelaus van Jihlava
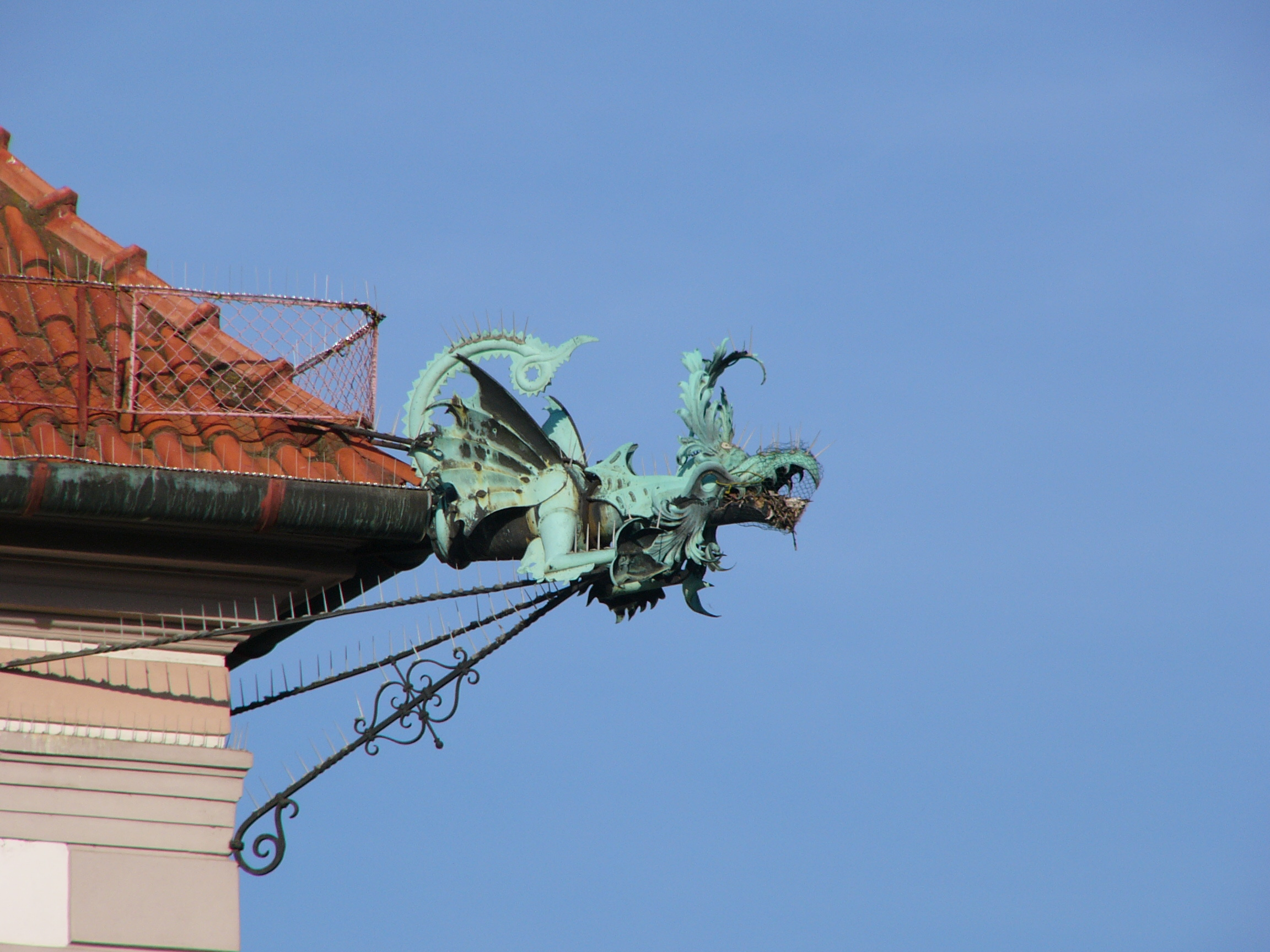
Detailopname van een waterspuwer